# 中村智彦
中村 智彦（なかむら ともひこ、1964年 - ）は、神戸国際大学経済学部教授である。専門は産業論、中小企業論、地域経済論。博士（学術）（名古屋大学、1999年）。

## 略歴
東京都町田市に生まれる。上智大学卒業後、外資系航空会社、家電メーカー系出版社などに勤務し、シンガポール駐在経験も持つ。その後、大学院進学、修了後に大阪府の研究機関である大阪府立産業開発研究所に勤務し、大学に転ずるという経歴を持つ。
中部経済産業局、愛知県、山形県長井市など各地の産業振興関係の委員などを務めるなど、行政関係の役職も多い。
中小企業振興を中心のテーマに据え、中小企業経営者向けの講演や執筆を行うほか、中小企業経営者や商工会、商工会議所などの交流会や勉強会などにも参加している。
その他、NHKの経済番組や民放のテレビ、ラジオにも中小企業や地域経済の専門家として出演している。また、日本テレビ放送「世界一受けたい授業」において「工場見学」のコーナーを担当、テレビ大阪「ニュースBIZ」では木曜日経済特集のコメンテーターを担当している。マネジメントはSHUプロモーション。

### 学歴
- 1988年 上智大学文学部卒業
- 1996年 名古屋大学大学院国際開発研究科修士課程修了
- 1999年 名古屋大学大学院国際開発研究科博士課程修了
- 1999年 博士（学術）（名古屋大学）（博士論文「中小企業間にみるネットワーク構築に関する考察 -有機的ネットワーク構築へ試みとその現状」）

### 職歴
- 1988年 タイ国際航空日本支社勤務
- 1991年 PHP総合研究所勤務
- 1996年 大阪府立産業開発研究所研究員
- 2001年 日本福祉大学経済学部助教授
- 2007年 神戸国際大学経済学部教授

- NHK「21世紀ビジネス塾」（2003-2005）
- NHK「経済最前線」(2005)
- NHK「プライスの謎」（2006)
- 静岡放送ラジオ『とれたてラジオ』（2005-)
- NTV「世界一受けたい授業」（2006-）
- TV大阪「ニュースBIZ」（2008-）

- 共同通信社・政経懇話会講師（2004年-）
- 時事通信社・内外情勢調査会講師（2005年-）